# Дадешти (Бакау)
Дадешти (рум. Dădești) насеље је у Румунији у округу Бакау у општини Вултурени. Oпштина се налази на надморској висини од 245 m.

## Становништво
Према подацима из 2002. године у насељу је живело 149 становника, од којих су сви румунске националности.